# Eldar Kurtanidze
Eldar Kurtanidze, född den 16 april 1972, är en georgisk brottare som tog OS-brons i lätt tungviktsbrottning i fristilsklassen 1996 i Atlanta och därefter OS-brons i tungviktsbrottning i fristilsklassen 2000 i Sydney.